# شين ميكيلاند
شين ميكيلاند (مواليد 1969/1970) هو سياسي أمريكي يعمل في مجلس النواب بولاية مينيسوتا منذ عام 2019. إن ميكيلاند عضو في الحزب الجمهوري في مينيسوتا، المنطقة (15 ب) في وسط مينيسوتا، والتي تضم مدينة بيج ليك وأجزاء من مقاطعة شيربورن.
كان ميكيلاند مديرًا ومالكًا لمتجر صغير لمدة 20 عامًا. وهو مقاول عام.

## مجلس النواب في مينيسوتا
أُنتخب ميكيلاند لعضوية مجلس النواب في ولاية مينيسوتا في عام 2018، ويتم إعادة انتخابه كل عامين منذ ذلك الحين. ترشح لأول مرة بعد أن أعلن جيم نيوبيرجر، الذي شغل المنصب لثلاث فترات، أنه لن يسعى لإعادة انتخابه من أجل الترشح في انتخابات مجلس الشيوخ الأمريكي لعام 2018.
يعمل ميكيلاند في لجنة تمويل وسياسات المناخ والطاقة، ولجان السياسات وتمويل العمل والصناعة.

## المواقف السياسية
دعا ميكيلاند إلى مراجعة انتخابات 2020.  في 10 كانون الأول 2022، وقع على رسالة تدعو المدعي العام في تكساس كين باكستون إلى إدراج مينيسوتا في دعواه القضائية الفاشلة لإبطال نتائج الانتخابات في ولايات أخرى، مشيرًا إلى "ممارسات التصويت غير القانونية" في الولاية. 
عارض ميكيلاند تشريع الحزبين لزيادة قوانين حماية العمال، قائلًا إن القوانين الحالية كافية للتعامل مع الإصابات والقضايا الأخرى وأن اللوائح الإضافية ستؤدي إلى زيادة الدمج.   وانتقد المدن لفرضها رسوما عالية على تراخيص البناء لدفع تكاليف الخدمات الحكومية الأخرى. 

## الحياة الشخصية
يقيم ميكيلاند في كلير ليك، مينيسوتا، مع شريكته أنجيلا، ولديهما طفل واحد 
في تشرين الأول 2018، تعرض ميكيلاند لهجوم في مطعم في بلدة سانت جورج وأصيب بارتجاج في المخ. وقال إنه يعتقد أن الهجوم كان له دوافع سياسية، ونشر على الإنترنت أن "وسائل الإعلام وأمثال ماكسين ووترز وهيلاري وإريك هولدر" كانوا مسؤولين عن قيادة هذا السلوك.